# Carl Wolf (Architekt)
Carl Heinrich Wilhelm Wolf (* 28. März 1820 in Blankenburg; † 21. August 1876 in Oels) war ein deutscher Architekt und braunschweigischer Baubeamter.

## Leben
Sein Vater war der Architekt und braunschweigische Oberbaurat Karl Wolf (1793–1869). Dem Studium der Bauwissenschaften am Braunschweiger Collegium Carolinum von 1837 bis 1840 folgte eine mehrjährige Dozententätigkeit an der Baugewerkschule Holzminden. Seit 1846 war er als Baukondukteur im braunschweigischen Staatsdienst tätig. Er arbeitete aber vor allem für den regierenden Herzog Wilhelm, in dessen Fürstentum Oels in Schlesien, wo er für das Bauwesen verantwortlich war. Wolf starb 1876 in Oels.

## Bauten
Wolfs Hauptwerk in Oels war der neugotische Umbau des Schlosses Sibyllenort zwischen 1851 und 1867. In den Jahren 1854/1855 erbaute er das fürstliche Jagdschloss Zuschenhammer. Weitere Bauten und Umbauten Wolfs im Fürstentum Oels waren die adeligen Landsitze Schloss Moisdorf, Schloss Groß Wartenberg und Schloss Randowshof in Bogschütz.

### Das neue Herzogliche Hoftheater in Braunschweig
Nachdem das seit 1690 bestehende Opernhaus am Hagenmarkt wegen Baufälligkeit geschlossen werden sollte, wurde aus Anlass des 25. Regierungsjubiläums Herzog Wilhelms der Neubau eines Theatergebäudes beschlossen. Im Herbst 1857 wurde dazu ein Architektenwettbewerb ausgeschrieben, wobei Wolf jedoch schon vorher als Sieger feststand. Er hatte im Auftrag Herzog Wilhelms bereits im Mai des Jahres eine Reise nach Südwestdeutschland zum Studium der dortigen modernen Theaterbauten unternommen. Konkurrierende Wettbewerbsentwürfe stammten u. a. von Kreisbaumeister Friedrich Maria Krahe und von dem Ottmer-Schüler Baurat Louis Kuhne. Im November 1857 war die Vermessung des Theaterbaugeländes am Ende des Steinwegs abgeschlossen. Dennoch dauerte die öffentliche Diskussion um den Theaterstandort bis zum Frühjahr 1858 an. Wolfs Entwurf nach Stilvorbildern der florentinischen Renaissance wurde schließlich von 1859 bis 1861 ausgeführt. Die technische Ausführung leitete Heinrich Ahlburg, Professor für Bauwissenschaften am Collegium Carolinum. Das neue Theater (heute Staatstheater Braunschweig) wurde am 1. Oktober 1861 mit der Aufführung von Goethes Iphigenie auf Tauris eröffnet.

### Wiederaufbau des Braunschweiger Residenzschlosses
Ein Brand des Braunschweiger Residenzschlosses in der Nacht des 24. Februar 1865 aufgrund eines technischen Defekts zerstörte den Nordtrakt und beschädigte den nördlichen Teil des Hauptgebäudes schwer. Wolf erstellte ein Gutachten mit der Empfehlung einer Wiederherstellung des Baus. Bis 1868 erfolgte unter Wolfs Leitung der rekonstruierende Wiederaufbau, zusammen mit Constantin Uhde und Friedrich Lilly.